# Néron essayant des poisons sur des esclaves
Pour plus de détails, voir Fiche technique et Distribution.
Néron essayant des poisons sur des esclaves est une vue photographique animée muette française produite par les frères Lumière et réalisée par Georges Hatot, sortie en 1896 ou 1897.
Ce film est considéré comme le premier péplum de l'histoire du cinéma. Il tire son inspiration de la conception qu'avaient de l'Antiquité les artistes du XIXe siècle.

## Synopsis
L'Empereur Néron fait avaler des poisons à deux esclaves, qui s'écroulent et meurent à ses pieds. Il prend un plaisir cruel à voir leurs souffrances.

## Fiche technique
- Metteur en scène : Georges Hatot
- Opérateur : Alexandre Promio
- Production : Auguste et Louis Lumière
- Décorateur : Marcel Jambon
- Lieu de tournage : Paris
- Pays de production :  France
- Durée : 50 secondes
- no 747 dans le Catalogue Lumière, série Vues historiques
- Date de sortie : 1897[1]

 Sauf indication contraire, les informations mentionnées dans cette section peuvent être confirmées par la base de données cinématographiques IMDb,  présente dans la section « Liens externes ».

## Analyse

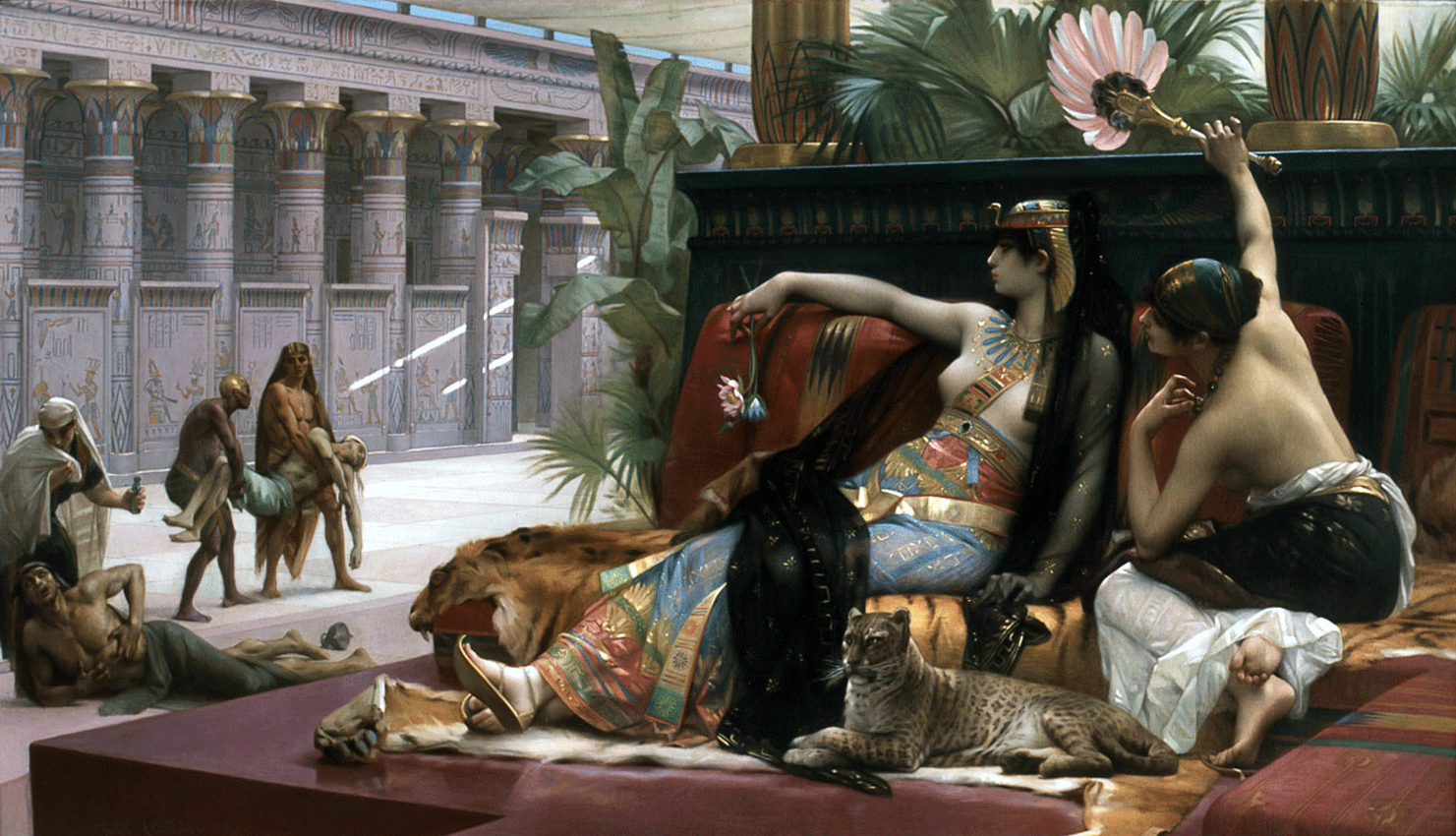
Cléopâtre essayant des poisons sur des condamnés à mort, tableau de Cabanel, 1887

Selon Claude Aziza, « on trouve tout dans cette petite minute : du sang, de la volupté, de l'horreur. Un empereur fou, d'innocentes victimes (dont on ne dit pas, hélas ! si elles sont chrétiennes. Mais nul doute qu'elles le seraient devenues)… Hatot s'est inspiré d'un tableau de Cabanel, antérieur de dix ans, Cléopâtre essayant des poisons sur des condamnés à mort ».